# 光速
光速（こうそく、英: speed of light）とは、光の速さである。真空中の光速は普遍物理定数の一つで、通常 c の記号で表される。1983年の国際合意によって真空中を光が1/299792458秒に進む長さとして単位メートルが定義されたため、正確に299792458 m/sが光速の定義値である。特殊相対性理論において c は、通常の物質ないしエネルギーが（ひいては情報を伝える信号が）空間を進む速さの上限値とされる。
可視光など、あらゆる種類の電磁波は光速で伝わる。実用的には電磁波は瞬時に伝わると考えてよい場合が多いものの、伝播する距離が大きかったり、非常に精密な測定を行う場合には、光速の有限性が顕著に表れることもある。地球で観測される恒星光は過去の時代に発した光であるため、遠方の天体を観測すれば宇宙の歴史について知ることができる。遠く離れた宇宙探査機と通信を行う際には信号伝達に数分から数時間を要することがある。計算機においては光速が通信遅延の最小限界を定める。光速を利用して大きな距離を超高精度で計測する方法（飛行時間法）がある。
オーレ・レーマーは1676年に木星の衛星イオの視運動を研究し、光が有限の速度を持つことを示した。それ以降、数世紀にわたって光速の測定精度は高められていった。ジェームズ・クラーク・マックスウェルは1865年の論文で、光が電磁波の一種であり、それゆえに c の速さで進むと論じた。1905年、アルベルト・アインシュタインは、光速 c はいかなる慣性座標系から見ても一定であり、光源の運動には影響されないという説を唱えた。アインシュタインは相対性理論を構築する中で光速についての自説を展開し、c という量が光や電磁気の文脈を離れても重要な意味を持つことを示した。
質量のない粒子や、重力波のような場の擾乱も、真空中を c の速さで進む。そのような粒子や波の速さは、観測者の慣性座標系や波源が運動していたとしても c である。静止質量がゼロではない粒子は、いかなる座標系に対する速さも c 以上にまで加速することはできない。相対性理論において c は空間と時間を関係づける量であり、質量とエネルギーの等価性を表す有名な式 E = mc2 にも含まれている。
物体や波の見かけの速さが光速を超える場合もある（波の位相速度、ある種の高速天体が行う見かけの超光速運動、一部の量子効果など）。宇宙の体積があるしきい値を超えると、宇宙が膨張する速さは光速を超えると考えられている。
ガラスや空気のような透明物体中を伝わる光の速さは c を下回る。同様に、伝送線の中を電磁波が進む速さは c より小さい。c と物質中の光速 v の比はその物質の屈折率と呼ばれ、n で表される（ n = c/v ）。これらは同媒質中でも通過する電磁波の波長・周波数によって異なる場合がある。たとえば、可視光に対するガラスの屈折率は1.5前後である。すなわち光はガラスの中を c/1.5 ≈ 200000000 m/sの速さで進む。空気の屈折率は可視光域でおよそ 1.0003 であり、空気中の光速は c よりおよそ90 km/sだけ遅い。

## 数値、記法、単位
真空中の光速は一般に小文字の c で表される。その起源は明確になっていないが、英語の constant（→定数）や、ラテン語の celeritas（→敏速さ、素早さ）から取られたという説がある。レオンハルト・オイラーなどの著書では、光速に限らず速度の意味で celerity という語が使われており、c の記号が当てられていた。アイザック・アシモフは "C for Celeritas"というタイトルの一般向け科学記事（→日本語版「E = mc2」）を書いているが、記号 c の由来は説明しなかった。1856年、ヴィルヘルム・ヴェーバーとルドルフ・コールラウシュは光速とは別の定数に c の記号を用いた（後にその c は真空中の光速の √2 倍に等しいことが明らかになった）。 ジェームズ・クラーク・マックスウェルが導入した V もかつては光速の記号として用いられていた。1903年、マックス・アブラハムが定評ある電磁気学の教科書において現代の意味で c の記号を用いた。アルベルト・アインシュタインは1905年に発表した特殊相対性理論に関する複数のドイツ語原著論文で V を用いたが、1907年に c に転向した。そのころには c が光速を表す標準的な記号になっていた。
c を物質的な媒質を伝わる波の速度の記号として用い、c0 を真空中の光速の記号とする流儀もある。下添え字のゼロを用いた表記はSI単位系の公式文献でも用いられており、光速と関連する電磁気学の定数（真空の透磁率 μ0 、真空の誘電率 ε0 、自由空間のインピーダンス Z0 など）と形式が共通している。本項では真空中の光速を表す記号として c のみを用いる。

### 単位系での使用
1983年以降、国際単位系 (SI) において定数 c は正確に299792458 m/sに等しいと定義されている。この数値を用いて、光が真空中を1秒間の299792458分の一の時間で進む距離としてメートルが定義される。秒はセシウム133原子が放射を発しながら二つの準位間を遷移するサイクルの9192631770周期にあたる時間で定義される。c の値と秒の正確な測定値を用いると単位メートルの基準が得られる。この c の値は、メートルの長さが1983年以前の定義となるべく近くなるように選ばれた。
c は次元を持つ物理定数であるため、その数値は単位系ごとに異なる。例として帝国単位における光速はおよそ186282マイル毎秒、すなわちおよそ1フィート毎ナノ秒である。
相対性理論のように c が頻出する物理学の分野では、幾何学単位系など c = 1 と定める自然単位系が採用されることが多い。その場合には、1をかけたり割ったりしても式は変化しないので c を明示的に書く必要はなくなる。

## 物理学の根本における役割
光の波が真空中を伝わる速さは、波源が行う運動や、観察者の慣性座標系によって変化することはない。光速の不変性は1905年にアインシュタインが立てた仮説で、マックスウェルの電磁理論を基礎に置いていた。また、光の媒質として想定されていたエーテルに対する相対運動が実験的に観測されないことに触発されていた。その後、光速の不変性は多くの実験で一貫して確認されている。
特殊相対性理論は、どの慣性座標系でも物理法則が等しいという前提の下で、c の不変性から導かれる結果を記述している。帰結の一つに、質量のない粒子やそれに対応する波動（光など）が真空中で進む速さは c でなければならないことが導かれる。

速度 v に対するローレンツ因子 γ の変化。γ は1から始まり、v が c に近づくにつれて無限大に発散する。

特殊相対性理論には直感に反するものの実験的に実証されている多くの結論がある。例としては質量とエネルギーの等価性 ( E = mc2 )、長さの収縮（運動する物体は縮む）、テレル回転（見た目の回転運動）、時間の遅れ（運動する時計はゆっくり進む）などがある。長さの収縮や時間の遅れの程度を表す係数 γ はローレンツ因子とよばれ、物体の速さを v として {\displaystyle \gamma ={\sqrt {\tfrac {1}{1-v^{2}/c^{2}}}}} で与えられる。日常的な物体のほとんどのように、v が c よりはるかに小さい場合 γ はほぼ1であり、このとき特殊相対性理論はガリレイ不変性でよく近似できる。物体の速さが相対性理論的な大きさになるにつれて因子 γ は増大していき、c の速さで発散する。たとえば、物体の速さが光速の86.8%になると γ = 2 となり、99.5%では γ = 10 に達する。
空間と時間をまとめて時空と呼ばれる統一的構造として扱い（ c は空間と時間を関連付ける因子となる）、また物理理論にローレンツ不変性と呼ばれる特別な対称性（その数式中にパラメータとして c が含まれる）の条件を課すことで、これらの結果をまとめられる。ローレンツ不変性は量子電磁力学、量子色力学、素粒子物理学における標準模型、一般相対性理論など現代の物理理論のほぼすべてで前提とされる。すなわち c は現代物理学における普遍定数であり、光と無関係な文脈でも数多く姿を見せる。たとえば、一般相対性理論の予想によると c は重力の速度でもあり、現在までの重力波の観測はその予想を裏付けている。非慣性座標系（重力によって曲率を持った時空や、加速度を持った座標系）においても局所的な光速は c で一定だが、それを遠方の座標系から測定する場合は、異なる座標系の間で測定値をどう変換するかによって光速が c ではなくなることがある。
一般に c のような基本定数は時空のいたるところで同じ値を取る（場所によらず、時間が経っても変化しない）と仮定される。しかし、時間とともに光速の値が変化してきたと提案する学説が複数存在する。そのような変化が存在した決定的な証拠は見つかっていないが、現在でも研究が続けられている。
多くの場合、光の往復速度は等方性を持つ（測定する方向によらず等しい値が得られる）と仮定される。磁場中に置かれた原子核のエネルギー準位間遷移による放射を核の向きの関数として測定する実験（ヒューズ・ドリーバー実験）や、光共振器の向きを変えながら共振周波数を測定する実験（共振器実験）により、異方性が存在する場合の上限が精密に突き止められている。

### 速さの上限として
特殊相対性理論によると、速さ v で運動する静止質量 m の物体が持つエネルギーは、上で定義されたローレンツ因子 γ を用いて γmc2 で与えられる。v がゼロならば γ は1となり、質量とエネルギーの等価性を表すよく知られた式 E = mc2 が導かれる。v が c に近づくにつれて因子 γ は無限大に発散するため、質量を持つ物体を光速にまで加速するには無限のエネルギー量が必要になる(13.3)。正の静止質量を持つ物体にとっては光速が速さの上限であり、個々のフォトンも光速を超えた速さで進むことはできない。この事実は多くの相対性理論的なエネルギーと運動量の検証実験によって実験的に確かめられている。

緑の座標系において事象Aは事象Bと同時に起きるが、相対運動を行っている赤や青の座標系ではローレンツ変換を受けて時空図が傾き、二つの事象のどちらかが時間的に先行するようになる。

より一般的には、信号やエネルギーは c 以上の速さで伝わることができない。その論拠の一つは、特殊相対性理論の直感に反する帰結として知られている同時性の相対性にある。それによると、二つの事象AとBの空間的な距離が、時間的な間隔に c をかけた長さよりも大きい場合には、
- AがBより先に起きる座標系
- BがAより先に起きる座標系
- AとBが同時に起きる座標系

がすべて存在しうる。このため事象AとBの間に因果関係は成り立たない。仮に事象Aで発した信号が c より大きい速さでBに到達したとすると、ある座標系では信号が時間を逆行することになり:497、「原因」よりも先に「結果」を観測することが可能になってしまう。これまでそのような因果律の破れが実際に記録されたことはない。もしそれが存在するなら「タキオン反電話」のようなパラドックスが生まれてしまう。
いくつかの理論的な取り扱いでは、シャルンホルスト効果によって信号が c よりも 1036 分の一だけ速く伝わる可能性が認められている。ただし、別のアプローチではそのような効果が現れず、 仮にこの効果が発生したとしても特殊な条件のもとであって、因果律は破られないと考えられている。

### 光の片道速度
光の往復速度（光源から発した光が鏡で反射されて戻ってくる速さなど）が座標系に依存しないことは実験的に検証できるが、片道速度（光源から遠方の検出器までの速さなど）を測定するには、光源と検出器の時計を同期させるために何らかの約束事に頼る必要がある。アインシュタイン同期の方法で時計を合わせるなら、定義上、光の片道速度が往復速度と等しくなる。

## 超光速現象の観測と実験
物質、エネルギー、情報を載せた信号などが、実際にはそうではないにもかかわらず c より大きな速度で進むように見えるような状況も存在する。たとえば、後段で論じられているように、光の波が媒質中を伝播する速さが c を超えることは多い。X線がほとんどの種類のガラスを透過するとき位相速度は c 以上になる。ただし、位相速度は波が情報を伝える速さを表すものではない。
遠方の物体に当てたレーザー光線を素早く掃引すると、光点が動く速度は c を超えうる（ただし、光点が最初に動き出すまでには、手元から遠方の物体まで光が c の速度で届くのにかかる時間だけ遅れが生じる）。ここで物理的な運動を行っているのは、レーザー発振器と、そこから放出されて遠方物体まで届く光だけであり、光点という実体が存在するわけではない。同様に、遠方の物体に投影された影も c より速く動かすことができる。どちらのケースでも物質、エネルギー、情報が光より速く動いているわけではない。
二つの物体がある座標系から見て動いている場合、その座標系から見た物体間距離の時間変化（接近速度）は c より速くなりうる。しかしそれは、どちらか一つの物体がいずれかの慣性座標系において光速を超えたことを意味しない。
EPRパラドックスに見られるように、ある種の量子効果は見かけの上で光速を超えて瞬間的に伝達されるように見える。それぞれの量子状態が量子もつれの関係にあるような二粒子はその例である。どちらかの粒子が観測されるまで、それぞれの粒子は二つの量子状態の重ね合わせになっている。二つの粒子を引き離してから片方の粒子の量子状態を観測すれば、もう一方の粒子がどちらの量子状態にあったかもただちに確定する。しかし、観測を行ったときに粒子がどちらの量子状態を取るかを制御することは不可能なため、この方法によって情報を伝達することはできない。
ハートマン効果は超光速の発生が予測されている量子効果の一つである。ある条件の下では、仮想粒子が障壁をトンネルするのにかかる時間は障壁の厚さによらず一定となる。それにより、仮想粒子が光以上の速さで大きなギャップを超えることにもなりうる。しかし、やはりこの効果を利用して情報を送ることは不可能である。
電波銀河やクエーサーの相対論的ジェットのように、ある種の天体でいわゆる超光速運動が観測されることがある。しかし、そのようなジェットが光速を超えて運動しているわけではない。地球に向かってわずかな角度を保ちながら接近する亜光速物体には投影効果がはたらく。すなわち、ジェットが地球に近づくほど、ジェットからの光が地球に到達するまでの時間は短くなる。そのため、2回続けて観測を行うと、その間の時間は観測された光がジェットを発した時刻の差よりも短くなる。それにより見かけ上の超光速運動が起きる。
2011年には超光速で運動するニュートリノが実験的に観測されたが、後に測定ミスであることが明らかになった。
宇宙が誕生した直後のインフレーション時には超光速で宇宙が膨張していたとされている。膨張宇宙のモデルにおいては銀河は常に互いに離れていっており、遠ざかるほどその後退速度は大きくなる。たとえば地球から遠く離れた銀河は、地球までの距離に比例する速さで遠ざかっていると考えられている。ハッブル球と呼ばれる境界よりも遠方にある天体は、地球から遠ざかる速さが光速を超える。ただし、これらの後退速度は宇宙時毎の固有距離として定義されており、相対論的な意味での速度とは異なる。光速を超える宇宙論的な後退速度は座標系に由来する見かけの効果である。

## 光の伝播
古典物理学において光は一種の電磁波として表現される。電磁場の古典的な振る舞いはマクスウェル方程式によって記述され、それによると、光のような電磁波が真空中を伝わる速さ c は、真空の誘電率 ε0 および透磁率 μ0（電気定数および磁気定数としても知られる）と以下の式で関係づけられる。
{\displaystyle c={\frac {1}{\sqrt {\varepsilon _{0}\mu _{0}}}}}
現代的な量子力学において、電磁場は量子電磁力学 (QED) で記述される。この理論では、光はフォトンと呼ばれる電磁場の基本的な励起（量子）として記述される。QEDが扱うフォトンは質量のない粒子であるため、特殊相対性理論によれば真空中を光速で移動する。
フォトンが質量を持つとするQEDの拡張理論も研究されている。その場合、光の速度は周波数に依存することになり、特殊相対性理論において不変だった速度 c は真空中の光速の上限となる。しかし厳密な検証実験によっても光速の周波数依存性は観測されておらず、そのためフォトンの質量には非常に強い上限が課される。上限値はモデルに依存する。たとえば、フォトンに質量があることを仮定するプロカ理論では、実験結果と矛盾しない質量の上限はおよそ10×10−57 gである。光子の質量がヒッグス機構から生まれるモデルでは上限はやや緩くなり、およそ2×10−47 g (10−14 eV/c2) となる。
光の速度が周波数によって変化するとすれば、その理由としては、一部の量子重力理論が予測するように、特殊相対性理論が任意の小さなスケールでは成立しない可能性が挙げられる。2009年に観測されたガンマ線バースト GRB 090510 においては、フォトンの速度がエネルギーに依存する証拠は見つからなかった。この観測結果は、時空の量子化に関する複数のモデルにおいて、プランクスケールに近い高エネルギー域でのフォトン速度のエネルギー依存性が強く制約されることを意味している。

### 媒質中の伝播
媒質中を伝播する光の速度は多くの場合 c にはならない。また波の種類によっても速度が異なる。平面波（空間全体に広がり、単一の周波数を持つ波）の個々の山や谷が進む速さは位相速度 vp と呼ばれる。有限の広がりを持つ現実的な信号（光パルス）の場合は、全体的な包絡波は群速度 vg で進み、パルスの先端は先端速度vf で進む。

位相速度（青い点）は個々の山が進む速度、群速度（緑の点）は包絡波が進む速度、先端速度（赤い点）はパルスの最前部が進む速度を表す。

位相速度は、光波が物質中を進んだり、一つの物質から別の物質に移ったりするときの伝わり方を決定する上で重要である。位相速度は屈折率として表現されることが多い。ある物質の屈折率は物質中の位相速度 vp に対する c の比として定義される。つまり屈折率が大きいほど光はゆっくり進む。屈折率は光の周波数、強度、偏光、伝播方向に依存することがある。大気の屈折率はおよそ1.0003である。より密度の高い物質では、水の可視光に対する屈折率がおよそ1.3、ガラスは1.5、ダイヤモンドは2.4である。
絶対零度近傍のボース＝アインシュタイン凝縮体のようなエキゾチック物質では光の実効的な速度が秒間数メートルにまで落ち込むことがある。しかしそれは、実体のある物質中で光速が c 未満になる現象すべてと同様に、原子間で吸収と再放射が行われることによる遅延を表している。「遅延」する光の極端な例として、独立した2つの研究グループが、ルビジウム原子のボース＝アインシュタイン凝縮体に照射することで「光を完全に静止させた」と報告している。ただし「光が静止」というのは一般向けの表現である。これらの実験中、光は原子の励起状態として保持されており、後に第二のレーザーパルスによる誘導を受けて任意のタイミングで再放出される。「静止」の間、実際には光は存在していない。一般に光を「減速」させる透明媒質ではこれと類似した微視的過程がはたらいている。
光を透過する物質では屈折率は一般に1より大きい。これは位相速度が光速 c より遅いことを意味する。しかし物質によっては特定の周波数で屈折率が1未満になることもあり、エキゾチックな物質では屈折率が負の値をとることさえある。ただし、因果律が破られないという要請から、任意の物質で誘電率の実部と虚部（それぞれ屈折率および吸収係数に対応する）とがクラマース＝クローニッヒの関係によって結びつけられる。このことは、実用的には、屈折率が1未満の物質では光が急速に吸収されることを意味する。
パルスの位相速度と群速度が異なる場合（パルスを構成するすべての周波数成分の位相速度が等しくない場合）、時間とともに波形が崩れて広がっていく。これを分散という。ある種の物質は光の群速度が非常に小さくゼロにさえなる。この現象は遅い光と呼ばれる。逆に群速度が c を超える可能性は1993年に理論的に提案され、2000年に実験的に実証された。群速度が無限大や負になることも確認されており、その場合パルスは瞬時に移動したり、時間を逆行するように見える。
これらのいかなる場合においても、c 以上の速度で情報を送ることはできない。光パルスを用いた通信では、情報が伝わる速度はパルスの先端速度を超えることはない。いくつかの前提を置くことで、先端速度が常に光速 c に等しいことが示される。
粒子が媒質中を光の位相速度よりも速く運動することもありうる（ただし c は越えられない）。荷電粒子が誘電体中を光速以上で移動すると、電磁的な衝撃波に相当する放射（チェレンコフ放射）が発生する。

## 光速の有限性による実用上の影響
光の速度は通信技術において重要な意味を持っている。光速が有限であることから、片道・往復の通信には常に有限の大きさの遅延時間が伴う。これは日常的から天文学的まですべてのスケールで当てはまる。他方では、距離測定など光速の有限性を利用した技術も存在する。

### 微視的スケール
コンピュータにおいては光速がプロセッサ間のデータ伝送速度の上限を決定する。プロセッサが1ギガヘルツで動作する場合、1クロックサイクルの間に信号が進める距離は最大でも約30センチメートルである。実際には信号はプリント基板内で屈折・減速を受けるため、この距離はさらに短くなる。通信遅延を最小化するため、プロセッサやメモリチップは可能な限り近接して配置する必要がある。また信号の整合性を保つため、それらの間の配線経路設計にも慎重さが求められる。今後クロック周波数がさらに高くなれば、光速そのものが個々のチップ内設計の制限要因となる可能性もある。

### 地上の大距離
地球の赤道周囲長が約40075 km、c が約300000 km/sであることから、情報が地表に沿って地球半周分を伝わる時間は約67 msが理論上の最短となる。透明媒質である光ファイバーを伝わる光では、実際の伝送時間はさらに長くなる。光ファイバー中の光速が屈折率 n（およそ1.52）によって35%ほど遅くなるのが一つの理由である。また地球規模の通信で直線経路はまれであり、信号が電子スイッチや信号再生機を通過するときにも伝送時間は延びる。
通信距離はほとんどの場合大きな問題にならないが、高頻度取引のような分野では、他のトレーダーより一瞬でも早く取引所に注文を送り届けてわずかな優位を得ることが求められる。そのため、電波は空気中をほぼ c の速さで伝わるため光ファイバー通信より速いという点に注目して、取引ハブ間の通信をマイクロ波に切り替える動きがある。

### 宇宙飛行と天文

図中の光線は地球表面から月表面までの距離を実際の光と同じ時間（1.255秒）で移動している。地球や月の大きさと間隔は実際の比率で描かれている。

地上での通信と同様に、地球と宇宙船の間の通信も即時ではない。通信元から受信側に届くまでにはわずかな遅延があり、距離が増すほど遅延は顕著になる。アポロ8号が史上初めて有人で月を周回した際にも地上管制との間の通信遅延は無視できなかった。地上管制が質問を発するたびに、応答が届くまで少なくとも3秒の待機が必要だった。
地球と火星の間の通信遅延は互いの位置関係によって5分から20分の範囲で変化する。このため、もし火星表面のロボットに何らかの問題が起きても、それを地球上の操作者が把握するのは約4〜24分後になる。地球から火星に指令を送るにもさらに4〜24分かかることになる。
天文学的な距離だけ離れた放射源から光などの信号が地球に届くにはさらに長い時間がかかる。たとえば、ハッブル・ウルトラ・ディープ・フィールドが撮影する遠方銀河からの光は地球に届くまでに130億年（13×109年）を要する。今日撮影された写真に、宇宙の年齢がまだ10億年にも満たなかった130億年前の銀河が写っていることになる。光速が有限であるため遠方の天体ほど若く見えるという事実を利用すれば、恒星や銀河、ひいては宇宙全体の進化を推定することができる。
一般向けの科学書や雑誌、メディアなどでは天文学的な距離が光年単位で表されることがある。光年とは光が1ユリウス年のあいだに進む距離のことで、約9兆4610億キロメートルないし0.3066パーセクに相当する。太陽以外でもっとも地球に最も近い恒星であるプロキシマ・ケンタウリはおよそ4.2光年の距離にある。

### 測距
レーダーシステムによる目標までの距離測定は、電波パルスが目標物に反射されてレーダーアンテナに戻ってくるまでの時間を利用している。往復の信号伝達時間の半分に光速をかけたものが求める距離である。GPS（全地球測位システム）受信機は、GPS衛星から電波信号が到達するのにかかる時間をもとに各衛星との距離を測定し、それらの距離から自機の位置を算出する。光は1秒間に約30万キロメートル進むため、こうしたごく短い時間を測定するには非常に高い精度が要求される。月レーザー測距実験、レーダー天文学、ディープ・スペース・ネットワークは、いずれも往復伝達時間の測定によってそれぞれ月、惑星、宇宙探査機までの距離を決定している。

## 測定
c の値を決定する方法は多岐にわたる。ひとつは光波が伝播する実際の速度を測定する方法であり、さまざまな天文観測や地上の実験系で行われる。光速が含まれる物理法則を用いて c を決定することも可能である。たとえば、電磁気的な定数である真空の誘電率 ε0 と真空の透磁率 μ0 を測定し、それらと c の間の関係式を用いるなどである。歴史的に最も高精度な結果が得られてきたのは、光線の周波数と波長を個別に測定し、その積として光速を求める方法である。この手法については干渉法節でより詳しく述べる。
1983年、単位メートルの定義が「真空中の光が1⁄299792458秒の間に進む距離」と改められ、同時に光速も定義値299792458 m/sに固定された（後述）。これ以降、光速の高精度測定は、c の値を求めるのではなくメートルの正確な実現を意味するようになった。

### 天体観測による測定

イオ・木星間を光が動くのにかかる時間を用いた光速の測定。正確に軌道を測定するため、木星の影によるイオの食の時間を用いる。

宇宙空間は広大であり、さらにほぼ完全な真空が得られるため、光速を測定するのに適した環境である。一般的な方法では太陽系内の基準距離（地球の公転半径など）を光が通過するのにかかる時間を測定する。歴史的にそうした時間は、基準距離そのものを地上の単位系で求めるのと比べて非常に高精度で測定することができた。
オーレ・レーマーは1676年に天文観測を通じて最初の定量的な光速の推定を行った。地球から観測すると、遠方の惑星を周回する衛星の周期は、地球が惑星に接近しているときには短く、遠ざかっているときには長く観測される。この時間差は小さいが、数か月にわたって観測を続ければ蓄積されて顕著になる。ある天体から地球まで光が進む距離は、地球が軌道上で最も天体に近接したときの方が、最も遠方のときよりも短い。この距離差は地球の公転軌道の直径に相当する。衛星の食の観測時刻がずれて見えるのは、光が公転直径ぶんの距離を進むのにかかる時間差によって生じるものである。レーマーは木星の主要な衛星の中で最も内側にあるイオについてこの効果を観測し、光が地球の公転直径を横切るのに22分かかると推定した。

光行差。光速が有限であることにより、遠くの光源から来た光を動く望遠鏡で観測すると、光源の位置がずれて見える。

光速を測定する別の方法に、18世紀にジェームズ・ブラッドリーが発見し、解明した光行差を利用するものがある。この効果は遠方の天体（恒星など）から届く光の速度と観測者の速度とが合成されることで生じる（右図参照）。観測者が運動していると、光は実際とわずかに異なる方向からやって来るように見え、そのため天体の位置が本来の位置からずれて見える。公転運動により地球（観測者）の速度の方向は絶えず変化しているので、この効果によって恒星の見かけの位置は円を描くように動く。この見かけの角度の差（最大20.5秒角）を用いると、地球の公転速度と光速の比が分かる。さらに1年の長さが既知であれば、太陽から地球まで光が到達するのに必要な時間を導くことができる。ブラッドリーは1729年にこの方法を用いて、光は地球公転速度の10210倍の速さで進むと算出した（現代の値は10066倍）。これは光が太陽から地球に届くのに8分12秒かかるということでもある。

#### 天文単位
歴史的に、天文単位 (AU) は光速の値と時間測定を組み合わせることで求められてきた。天文単位は2012年に正確に149597870700 mと再定義された。メートル毎秒で正確に定められた光速をこの天文単位とともに用いれば、天文単位毎秒の単位で表された光速の正確な値を求めることができる。

### 飛行時間法
1. 光源
2. 半透明鏡のビームスプリッター
3. 歯車式の光線遮断器
4. 遠方の鏡
5. 望遠鏡

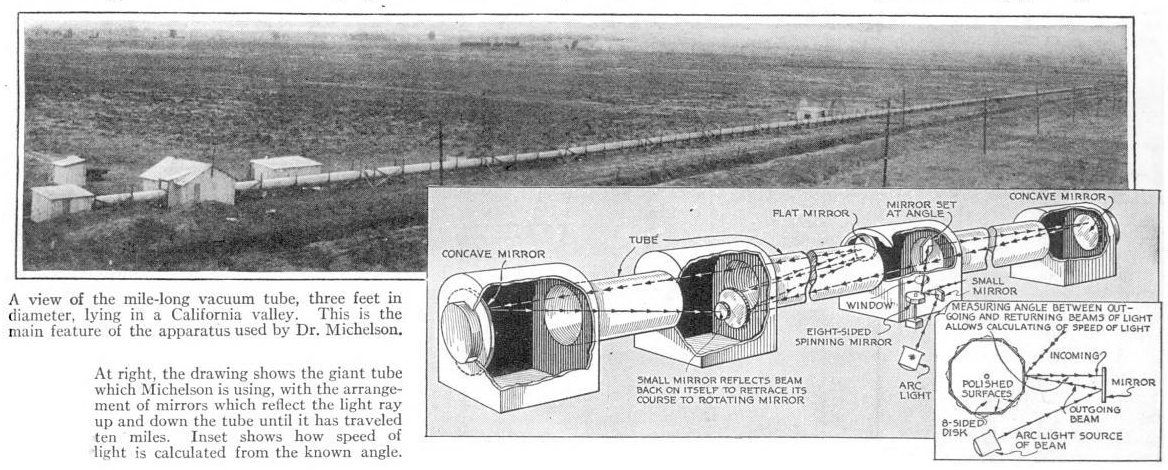
マイケルソン、ピーズ、ピアソンが1930年から1935年にかけて行った実験は、飛行時間法による測定の末期であり、同手法によるもっとも正確な測定の一つだった。回転鏡を用い、1.6 kmの長さの真空チャンバーを光が10往復する構造の装置だった。精度は ±11 km/s に達した。

フィゾーの装置の概略。

既知の距離だけ離れた鏡まで光が往復するのに要する時間を測ると光速が求められる。アルマン・フィゾーやレオン・フーコーによる実験はこの原理に基づいていた。
フィゾーが用いた装置では、光線が8キロメートル離れた鏡に向けて照射される。光は往路と復路のいずれも回転歯車の隙間を通るようになっている。歯車が特定の回転速度で回っているとき、光は往路で1つの歯溝を通って鏡に向かい、復路では別の歯溝を通る。回転速度が少しでも速かったり遅かったりすると、帰ってきた光は歯で遮られて通過できない。歯車と鏡の間の距離、歯の本数、光が歯車を通過する回転速度が分かっていれば光速の値を算出できる。
フーコーの方法では回転歯車の代わりに回転鏡が用いられる。光は回転鏡で反射した後に遠方の鏡まで往復して戻ってくる。その間にも鏡は回転を続けているため、往路と復路で反射角がわずかに異なる。この角度差、鏡の回転速度、および鏡までの距離が分かっていれば光速が求められる。フーコーはフランソワ・アラゴに示唆され、この装置を使って空気中と水中での光速の違いを測定した。
今日では、1ナノ秒未満の時間分解能をもつオシロスコープを用いることで、レーザーやLEDから発した光パルスが鏡で反射して戻ってくるまでの遅延時間を測定して光速を直接求めることができる。この方法は他の現代的な手法に比べて精度が劣るものの（誤差はおよそ1%程度）、大学の学生実験で用いられることがある。

### 電磁定数
電磁波の伝播を直接測定することなく c を導出する方法の一つに、マクスウェルの理論によって確立された関係式 c2 = 1/(ε0µ0) を用いるものがある。ここで ε0 は真空の誘電率、μ0 は真空の透磁率である。真空の誘電率はコンデンサーの静電容量と寸法を測定することで求められる。一方、真空の透磁率は歴史的にアンペアの定義を通じて正確に 4π×10−7 H·m−1 と決められていた。エドワード・ベネット・ローザとノア・アーネスト・ドーシーは1907年にこの方法を用いて光速の値を299710±22 km/sと求めた。ローザらの方法は「国際オーム」と呼ばれる電気抵抗の標準単位に依存していたため、測定精度はこの標準の定義によって制限されていた。

### 空洞共振

空洞中の電磁的な定常波。

真空中での電磁波の周波数 f と波長 λ を独立に測定することで光速を測定する方法もある。c の値は関係式 c = f λ から得られる。実験的手法としては空洞共振器の共振周波数の測定がある。空洞の寸法が既知であれば波長はそこから求められる。1946年、ルイス・エッセンとA・C・ ゴードン＝スミスは、精密に寸法が定められたマイクロ波空洞共振器内のさまざまな固有モードの周波数を測定した。空洞寸法は干渉計で校正されたゲージを用いて ±0.8 μm の精度で決定されていた。モードの波長は空洞形状と電磁理論から求められるため、その周波数から光速を求めることができた。エッセンとゴードン＝スミスによる結果は299792±9 km/sであり、それまでの光学的な測定よりはるかに精密だった。1950年にはエッセンの再実験により299792.5±3.0 km/sの結果が得られた。
定常波による光速測定は電子レンジとマシュマロやマーガリンのような食品を用いて家庭で行うこともできる。ターンテーブルを外して食品を回転せずに加熱すると、電磁波の腹（振幅が最大となる点）がもっとも強く加熱され、その部分から溶け始める。溶けた箇所どうしの間隔はマイクロ波の波長の半分に相当する。それで得た波長に電子レンジの周波数（通常は背面に表示されており、2450 MHzが標準的）をかけると光速の値になる。この方法でも「誤差5%未満で求められることが多い」とされている。

### 干渉法

干渉法による距離測定。左は強め合う干渉、右は弱め合う干渉を示す。

干渉法も電磁波の波長から光速を求める方法の一つである。周波数 f が既知のコヒーレントな光線（レーザーなど）を2つの経路に分け、その後合成する。経路長を変化させながら干渉パターンを観察し、経路長の変化量を精密に測定することで光の波長 λ を決定できる。光速は c = f λ の式から求められる。
レーザー技術が登場する以前は、干渉法による光速測定にはコヒーレントな電波源が使用されていた。干渉法では長波長になるほど波長測定の精度が低下するため、電波の波長が大きいこと（約4 mm）が実験精度を制約していた。
電波より波長が短い光を用いれば波長測定の精度は向上するが、代わりに周波数を直接測定するのが難しくなる。この問題を回避するため、周波数を高精度に測定できる低周波信号から出発し、そこから段階的に既知の周波数と関係づけられる高周波信号を生成していく方法がある。こうして得られた高周波信号でレーザーを周波数ロックさせ、波長を干渉法で測定すれば光速が得られる。この技術は米国国立標準局（国立標準技術研究所の前身）のグループによって開発された。1972年には同グループにより真空中の光速が3.5×10⁻⁹という相対不確かさで測定された。

## 歴史
近世以前には光が瞬時に伝わるのか、極度に大きい有限の速度で進むのかは分かっていなかった。この問題を考察した最古の現存記録は古代ギリシャ時代のものである。古代ギリシャの哲学者たち、アラブの学者たち、ヨーロッパの初期の科学者たちは長らくこの問題を議論し続けたが、最初に光の速度を算出したのはレーマーであった。アインシュタインの特殊相対性理論は観測者の運動状態にかかわらず光速は不変だと仮定した。それ以来、科学者たちは光速の測定精度を高め続けてきた。
| 年    | 実験者と方法                                   | 測定値              | 1983年の値との差    |
| ----- | ---------------------------------------------- | ------------------- | ------------------- |
| <1638 | ガリレオ、ランプカバーを開閉                   | 確定せず:1252       | 確定せず:1252       |
| <1667 | アカデミア・デル・チメント、ランプカバーを開閉 | 確定せず:1253       | 確定せず:1253       |
| 1675  | レーマーとホイヘンス、木星の月の観測           | 220000              | −27%                |
| 1729  | ブラッドリー、光行差                           | 301000              | +0.40%              |
| 1849  | フィゾー、回転歯車                             | 315000              | +5.1%               |
| 1862  | フーコー、回転鏡                               | 298000±500000       | −0.60%              |
| 1875  | ジーメンス                                     | 260 000 000         |                     |
| 1893  | ヘルツ                                         | 200 000 000         |                     |
| 1907  | ローザとドーシー、電磁定数                     | 299710000±30000     | −280 ppm            |
| 1926  | マイケルソン、回転鏡                           | 299796000±4000      | +12 ppm             |
| 1950  | エッセンとゴードン＝スミス、空洞共振器         | 299792500±3000      | +0.14 ppm           |
| 1958  | フルーム、電波干渉法                           | 299792500±100       | +0.14 ppm           |
| 1972  | エヴンソンほか、レーザー干渉法                 | 299792456.2±1.1     | −0.006 ppm          |
| 1983  | 第17回国際度量衡総会、メートルの再定義         | 299792458（定義値） | 299792458（定義値） |

### 初期の歴史
エンペドクレス（紀元前490年頃～紀元前430年頃）は光に関する理論を初めて提唱し、その速度が有限だと主張した。エンペドクレスは光が運動体であり、したがって移動には時間がかかるはずだと考えた。アリストテレスは反対に「光は何らかの存在に由来するものであるが、運動ではない」と論じた。エウクレイデスとプトレマイオスは、目から対象物に向けて光が発することで視覚が生じるというエンペドクレスの理論（外送理論）を受け継ぎ発展させた。アレクサンドリアのヘロンはこの理論に基づき、星のような遠方の物体でも目を開いた瞬間に見えることから光の速度は無限大のはずだと論じた。
初期のイスラム哲学者は光が速度を持たないとするアリストテレス説に同意していた。1021年、イブン・ハイサムは『光学の書』を著し、目から光線が発射されるという視覚論の代わりに現在広く受け入れられている内送理論（物体から出た光が目に入るとする説）を支持する一連の論証を行った。その過程でハイサムは光が有限の速度を持つことを提案し、さらにその速度は不変ではなく媒質の密度が高いほど遅くなると述べた。ハイサムは光が実体を持つ物質であり、その伝播には感覚では捉えられないにせよ時間がかかると論じた。同じ11世紀にビールーニーもまた、光が有限の速度を持ち、その速さは音よりはるかに速いと述べている。
13世紀、ロジャー・ベーコンは、ハイサムやアリストテレスの著作に基づく哲学的な論証により、大気中の光速が無限大ではないと主張した。1270年代にはウィテロが、光が真空中では無限の速度で進み、密度の高い物質中では遅くなる可能性を考察した。
17世紀初頭、ヨハネス・ケプラーは、何もない空間では光は何の障害も受けないため無限の速度を持つと考えた。ルネ・デカルトは、もし光の速度が有限であれば、月食の際に太陽、地球、月の位置が目に見えるほどずれるはずだと論じた。この議論は光行差を考慮に入れれば破綻するが、光行差は次世紀になるまで発見されなかった。デカルトは位置ずれが観測されなかったことから光速が無限であると結論づけた。デカルトはもし光速が有限であれば自らの哲学体系全体が崩壊しかねないとまで考えていたが、スネルの法則を導出する際には、媒質の密度が高くなるほど光に関係する何らかの運動が速くなると仮定していた。一方でピエール・ド・フェルマーは光速の有限性を支持しており、スネルの法則を導出するにあたって、逆に媒質の密度が高いほど光は遅く進むと仮定した。

### 光速測定の最初の試み
1629年、アイザック・ベークマンは、大砲の閃光が約1マイル（1.6キロメートル）離れた鏡に反射するのを観察する実験を提案した。1638年にはガリレオ・ガリレイが、ランプの覆いを外してから離れた地点で光が見えるまでの遅れを通じて光速を測定する実験を提案し、その数年前に自ら行ったと明かした。ガリレオは光が瞬時に伝わったかどうかを判別できなかったが、瞬時でなかったとしてもその速度は非常に大きいと結論した。ガリレオによると二つの合図用ランプの間隔は「1マイル未満の短距離」だった。この距離が1マイル程度だったとすると、裸眼で識別可能な時間は13分の1秒であることから、ガリレオの実験は光速に60マイル毎秒（約1600メートル毎秒）の下限を示したに過ぎない。1667年にはフィレンツェのアカデミア・デル・チメントが、1マイルの距離だけ離れた二つのランプを用いてガリレオの実験を追試したが、遅れは観測できなかったと報告した。この実験で実際に生じたであろう遅れは約11マイクロ秒だった。

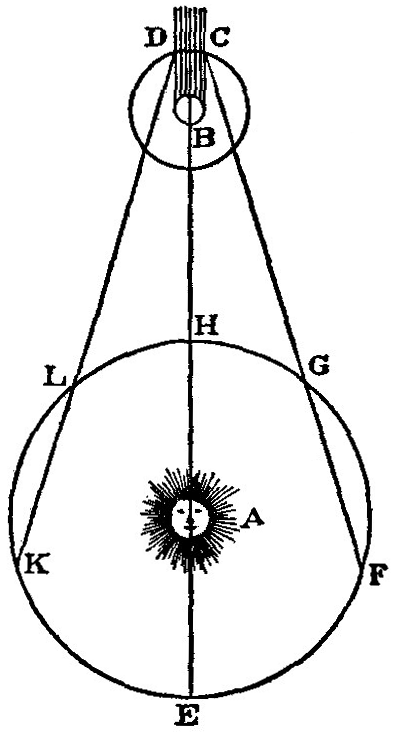
レーマーの観測による地球から見たイオの掩蔽。

最初の定量的な光速の推定は1676年にオーレ・レーマーによって行われた。レーマーは、木星の衛星のうち最も内側の軌道にあるイオの周期が、地球が木星に近づいているときには短く、遠ざかっているときには長く観測されることから、光は有限の速度で伝わると結論づけた。さらに地球の公転軌道の直径を光が横断するのに約22分かかると推定した。クリスティアーン・ホイヘンスはこの推定値と公転軌道直径の推定値を組み合わせ、光速を約22万km/秒と見積もったが、これは実際の値より27%低かった。
アイザック・ニュートンは1704年の著書『光学』でレーマーによる光速の算出を紹介し、太陽から地球まで光が届くのに「7分から8分」かかると記した（現代の値は8分19秒）。ニュートンはレーマーが観測した月食の影に色があったかを調査し、色がなかったことから色の異なる光も同じ速度で伝わると結論した。1729年にはジェームズ・ブラッドリーが天体の光行差を発見し、それを通じて光は地球の公転速度の10210倍の速さで進むと算出した（現代の値は10066倍）。これは光が太陽から地球に届くのに8分12秒かかることを意味する。

### 電磁気学とのかかわり
19世紀のアルマン・フィゾーは地上での飛行時間測定による光速の測定法を発明し、315000 km/sという測定結果を報告した。フィゾーの方法を改良したレオン・フーコーは1862年に298000 km/sの値を得た。1856年にはヴィルヘルム・ヴェーバーとルドルフ・コールラウシュがライデン瓶の放電を利用してCGS電磁単位系とCGS静電単位系における電荷の比、すなわち 1/√ε0μ0 の値を測定し、それがフィゾーの測定した光速に非常に近いことを発見した。翌年、グスタフ・キルヒホッフは、電気信号が抵抗のない導線をこの速度で伝わることを計算で示した。
ジェームズ・マクスウェルは1860年代初頭に電磁気理論を構築する中で、電磁波が空間中をヴェーバーとコールラウシュが測定した比率と一致する速度で伝播することを示した。さらに、その値がフィゾーによる光速の測定値と非常に近いことに着目し、光が電磁波であるという仮説を立てた。1868年には問題の比率を測定して『フィロソフィカル・トランザクションズ』誌に発表し、自説の裏付けとした。

### 「光エーテル」
光の波動性はトーマス・ヤング以来よく知られていた。19世紀の物理学者たちは光波がエーテルと呼ばれる媒質の中を伝わっていると考えていた。しかし静電気力については、ニュートンが法則化した重力と同様に見られていた。マクスウェルの理論によって光と電磁波が統一されると、光と電磁波がどちらも同じエーテル（光エーテル）を媒質として伝播する波だと考えられるようになった。

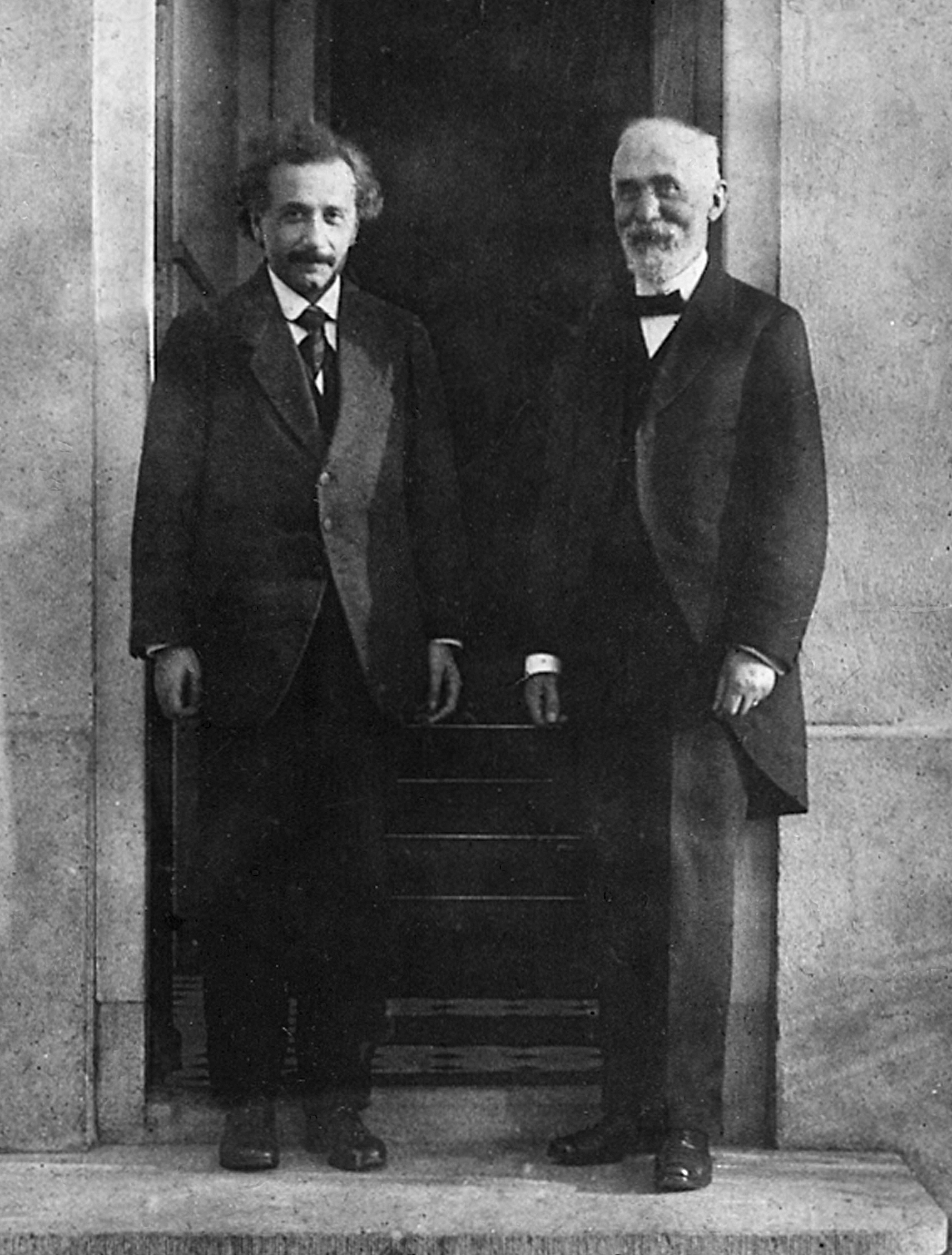
ヘンドリック・ローレンツ（右）とアルベルト・アインシュタイン（1921年）。

このころ、何もない空間は背景としての光エーテルで満たされており、電磁場はその媒質中に存在すると考えられていた。一部の物理学者は、エーテルが光の伝播において特権的な座標系の役を果たしており、それゆえ光速の異方性を測定することでエーテルに対する地球の運動を検出できるはずだと考えた。1880年代以降、この運動を検出しようとする試みがいくつか行われたが、最も有名なのは1887年にアルバート・マイケルソンとエドワード・W・モーリーが行った実験である。観測誤差の範囲内で、どんな条件でもエーテルに対する相対運動は検出されなかった。現代の実験では、往復の光速は6ナノメートル毎秒以内の精度で等方的（どの方向についても等しい）であることが示されている。
ヘンドリック・ローレンツはマイケルソンらの実験を受けて、装置がエーテル中を運動すると、その長さが運動方向に沿って収縮する可能性があると述べた。さらに運動する系では時間変数も適切に変換されなければならないと仮定し（局所時間）、これがローレンツ変換の確立につながった。アンリ・ポアンカレは（1900年）ローレンツのエーテル理論に基づいて、（v/c の一次式で表される）局所時間はエーテル中を運動する時計が実際に指す時刻であることを示し、その前提として時計の同期に用いられる光の速さが不変だとした。さらに1904年には、ローレンツ理論の仮定がすべて保証されるならば、光の速さが運動における速度の上限となる可能性を示唆した。1905年、ポアンカレはローレンツのエーテル理論を相対性原理や観測結果と整合する形でまとめた。

### 特殊相対性理論
1905年、アルベルト・アインシュタインは、加速度運動を行っていない観測者にとって真空中の光速は光源や観測者の運動に依存しないことを最初に仮定した。この仮定と相対性原理から特殊相対性理論が導かれた。この理論では真空中の光速 c が基本定数として扱われ、光とは直接関係しない文脈でも用いられた。これにより（ローレンツやポアンカレが固執していた）静止エーテルの概念は不要となり、時空の概念が根本的に変革された。

### cの測定精度の向上、メートル・秒の再定義
20世紀後半には、まず空洞共振法、続いてレーザー干渉計によって光速測定の精度が大きく向上した。それにはメートルおよび秒がより精密に再定義されたことが寄与していた。1950年にはルイス・エッセンが空洞共振法によって299792.5±3.0 km/s の値を得た。この値は1957年の第12回国際電波科学連合総会で採択された。1960年にはクリプトン86のスペクトル線の波長に基づいてメートルが再定義され、1967年にはセシウム133の基底状態における超微細準位間遷移の周波数に基づいて秒が再定義された。
1972年、米国国立標準局のグループが、レーザー干渉法とこれらの新しい定義を用いて、真空中の光速を 299792456.2±1.1 m/s とした。不確かさはそれまで受け入れられていた値と比べて100分の1に減少した。残っている不確かさは主にメートルの定義に起因していた。その後、同様の実験から得られた c の値はいずれもほぼ一致していた。1975年の第15回国際度量衡総会において光速を 299792458 m/s とすることが勧告された。

### 定義定数への転換
1983年の第17回国際度量衡総会において、周波数測定と既知の光速値から求められた波長の方が、従来の長さ基準より再現性が高いことが確認された。それによりメートルは「真空中で光が1/299792458秒の時間に進む距離」と再定義された。1967年に定められた秒の定義は変更されなかったため、秒とメートルの二つの単位がセシウム133の超微細遷移周波数によって規定されることになった。
この結果、真空中の光速の値は正確に 299792458 m/sと定められ、SI単位系における定義定数となった。1983年以前には実験技術の向上は光速の値を測定するために行われていたが、現在ではそのような実験が光速の規定値に影響を与えることはない。その代わりに、クリプトン86のような光源の波長をより高精度で測定することで、メートルを精度よく実現することを目指すものとなった。
2011年の国際度量衡総会は、7つすべてのSI基本単位を明示定数定義（→explicit-constant formulation）によって再定義する意向を示した。この方法では単位は、[光速のような] 広く認知されている基礎定数の正確な値を明示的に定めることによって間接的に定義するとされる。メートルの定義にも新たな（意味的には同等の）文言が提案された。メートル（記号 m）は長さの単位であり、その大きさは、光速の真空中における数値をSI単位 m s−1 で表したときに正確に 299 792 458 と定めることによって決まる。この定義文は2019年に実施されたSI基本単位の再定義で採用された。